# Egbert Harzheim

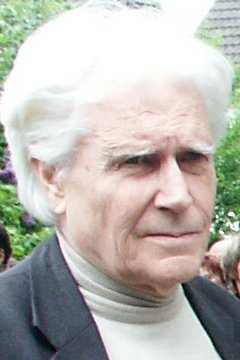
Egbert Harzheim (2004)

Egbert Harzheim (* 11. Februar 1932 in Köln; † 14. Dezember 2012) war ein deutscher Mathematiker, der über Reine Mathematik arbeitete, u. a. über Mengenlehre, Ordnungstheorie, Topologie und Diskrete Mathematik.

## Wissenschaftliche Laufbahn und Leistungen
Egbert Harzheim studierte von 1952 bis 1957 Mathematik an der Universität zu Köln und legte dort 1958 das Staatsexamen ab, erlangte dort im Jahre 1961 (unter der Betreuung von Klaus Wagner und Karl Dörge) die Promotion und schließlich im Jahre 1965 auch die Habilitation. Von 1965 bis 1970 war er Dozent, zunächst an der Universität zu Köln von 1965 bis 1968, später von 1968 bis 1970 an der Universität Düsseldorf. Das Wintersemester 1970/71 verbrachte er als Gastprofessor an der Technischen Universität Berlin. Im Zeitraum von 1970 bis zu seinem Tode im Jahre 2012 lehrte Egbert Harzheim am Mathematischen Institut der Universität Düsseldorf, zunächst bis 1997 als wissenschaftlicher Rat und Professor und im Anschluss daran als Prof. i. R.
Dabei betreute er fünf Doktoranden: Hans-Josef Scholz (1987), Christoph Josten (1987), Manfred Fechner (1989), Christoph-Ulrich Schulte (1992) und Klaus Dohmen (1993).
Egbert Harzheim hat nicht zuletzt bedeutende Ergebnisse in der Ordnungstheorie erzielt. Sein Name ist insbesondere verbunden mit einem Lehrsatz über die Ordnungsdimension gewisser teilweise geordneter Mengen, der als Satz von Harzheim bekannt ist.

## Verfassertätigkeit
Egbert Harzheim war Verfasser bzw. Mitverfasser von etwa 50 wissenschaftlichen Publikationen:

### Mathematische Fachbücher
- Egbert Harzheim, Helmut Ratschek: Einführung in die Allgemeine Topologie (= DIE MATHEMATIK. Einführungen in Gegenstand und Ergebnisse ihrer Teilgebiete und Nachbarwissenschaften). Wissenschaftliche Buchgesellschaft, Darmstadt 1978, ISBN 3-534-06355-4. MR0380697
- Egbert Harzheim: Einführung in die Kombinatorische Topologie (= Die Mathematik. Einführungen in Gegenstand und Ergebnisse ihrer Teilgebiete und Nachbarwissenschaften). Wissenschaftliche Buchgesellschaft, Darmstadt 1978, ISBN 3-534-07016-X (MR0533264).
- Egbert Harzheim: Ordered Sets (= Advances in Mathematics. Band 7). Springer Verlag, New York, NY 2005, ISBN 0-387-24219-8. MR2127991

### Wissenschaftliche Originalarbeiten (Auswahl)
- Egbert Harzheim: Beiträge zur Theorie der Ordnungstypen, insbesondere der ηα-Mengen. In: Math. Ann. Band 154, 1964, S. 116–134. MR0161807
- Egbert Harzheim: Über die Grundlagen der universellen Algebra. In: Math. Nachr. Band 31, 1966, S. 39–52. MR0191857
- Egbert Harzheim: Kombinatorische Betrachtungen über die Struktur der Potenzmenge. In: Math. Nachr. Band 34, 1967, S. 123–141. MR0216960
- Egbert Harzheim: Ein kombinatorisches Problem über Auswahlfunktionen. In: Publ. Math. Debrecen. Band 15, 1968, S. 19–22. MR0244060
- Egbert Harzheim: Blocksysteme auf einer Menge (In: Theory of sets and topology (in honour of Felix Hausdorff, 1868–1942). Hrsg. Günter Asser). Deutscher Verlag der Wissenschaften, Berlin 1972, S. 221–232. MR0347612
- Egbert Harzheim: A combinatorial theorem related to the Jordan-Brouwer separation theorem (In: Infinite and finite sets. Vol. II. Edited by András Hajnal, Richard Rado, Vera T. Sós) (= Colloquia mathematica Societatis János Bolyai. Band 10). North-Holland Publishing Company, Amsterdam [u. a.] 1975, ISBN 0-7204-2814-9, S. 853–855.
- Egbert Harzheim: Zerlegungssätze für abgeschwächt injektive Abbildungen. In: Math. Ann. Band 252, 1980, S. 247–257. MR0593637
- Egbert Harzheim: A constructive proof for a theorem on contractive mappings in power sets. In: Discrete Mathematics. Band 45, 1983, S. 99–106. MR0700853
- Frank Harary and Egbert Harzheim: The degree sets of connected infinite graphs. In: Fund. Math. Band 118, 1983, S. 233–236. MR0736283
- Egbert Harzheim: On topological properties of cartesian products of linearly ordered continua (In: Orders: Description and Roles (Proceedings of the Conference on Ordered Sets and their Applications, Château de la Tourette, l'Arbresle, July 5 – 11, 1982). Edited by Maurice Pouzet and Denis Richard) (= North-Holland Mathematical Studies. Band 99). Elsevier Science Publishers, Amsterdam [u. a.] 1984, ISBN 0-444-87601-4, S. 171–192. MR0779852
- Egbert Harzheim: Verallgemeinerung des Zerlegungssatzes von Jordan-Brouwer-Alexander auf Produkte lineargeordneter Kontinuen. In: Arch. Math. Band 46, 1986, S. 271–274. MR0834848
- Paul Erdős and Egbert Harzheim: Congruent subsets of infinite sets of natural numbers. In: J. Reine Angew. Math. Band 367, 1986, S. 207–214. MR0839132